# Pemba Doma Sherpa
Pemba Doma Sherpa (népalais : पेम्बा डोमा शेर्पा) (7 juillet 1970-22 mai 2007) est la première alpiniste népalaise à gravir le mont Everest par sa face nord le 19 mai 2000 et la deuxième femme népalaise à atteindre le sommet à la fois du nord et du sud. Elle est l’une des six femmes au monde à avoir monté l'Everest deux fois, en 2000 et 2002.

## Biographie
Résidente du district de Solukhumbu, Pemba Doma Sherpa est élevée par ses grands-parents après le décès de ses parents à ses deux ans. Elle suit des cours dans l'une des écoles construites par Edmund Hillary.
Elle mène une expédition de femmes à destination du l'Everest en 2002.
Le 28 septembre 2005, Pemba Doma Sherpa escalade le Cho Oyu du côté tibétain.
Elle est fondatrice de la organisme de charité Save the Himalayan Kingdom, qui vise à éduquer les enfants népalais sans distinction de caste. Elle est également directrice de la compagnie de trekking Climb High Himalaya.
Pemba Doma Sherpa meurt le 22 mai 2007 d'une chute à 8 000 mètres d'altitude en descendant du Lhotse. La chute est vue par l'alpiniste australien Philip Ling qui escalade la montagne à ce moment-là. Deux autres sherpas ont également péri en traînant derrière un groupe de clients lors d'une tempête de neige.

## Voir également
- Pasang Lhamu Sherpa
- Lhakpa Sherpa
- Pasang Lhamu Sherpa Akita
- Ming Kipa
- Dawa Yangzum Sherpa